# RKSV Volendam in het seizoen 1960/61
Het seizoen 1960/1961 was het zesde jaar in het bestaan van de Volendamse betaaldvoetbalclub Volendam. De club kwam uit in de Eerste divisie A en eindigde daarin op de eerste plaats, dit betekende dat de club rechtstreeks promoveerde naar de Eredivisie. Tevens deed de club mee aan het toernooi om de KNVB Beker, hierin werd het team in de groepsfase uitgeschakeld.

## Wedstrijdstatistieken

### Eerste divisie A
|       | AGOVV | BVV   | D.F.C. | EDO   | Enschedese Boys | Fortuna | Helmondia '55 | Hermes DVS | HVC   | KFC   | Leeuwarden | Limburgia | RBC   | Stormvogels | Veendam | Vitesse | De Volewijckers |
| ----- | ----- | ----- | ------ | ----- | --------------- | ------- | ------------- | ---------- | ----- | ----- | ---------- | --------- | ----- | ----------- | ------- | ------- | --------------- |
| Thuis | 1 – 1 | 6 – 1 | 0 – 2  | 1 – 1 | 2 – 1           | 3 – 1   | 7 – 0         | 2 – 0      | 5 – 1 | 2 – 1 | 4 – 1      | 2 – 0     | 3 – 2 | 2 – 1       | 1 – 1   | 3 – 0   | 2 – 2           |
| Uit   | 1 – 2 | 2 – 1 | 1 – 1  | 0 – 2 | 1 – 0           | 2 – 0   | 1 – 4         | 1 – 0      | 0 – 0 | 3 – 4 | 2 – 7      | 0 – 2     | 2 – 2 | 1 – 4       | 0 – 2   | 3 – 2   | 1 – 3           |

### KNVB Beker
| Groepsfase                                              | Volendam                    | 0 – 4         | De Volewijckers                         |
| 7 augustus 1960 Plaats: Volendam Julianaweg             |                             |               | Onbekend                                |
| Groepsfase                                              | Rapiditas                   | 2 – 2 (1 – 1) | Volendam                                |
| 18 september 1960 Plaats: Weesp Sportpark Sportparklaan | Ab Ruitenbeek 37' S. Segers |               | 44' Jaap Smit 52' (pen.) Klaas Karregat |
| Groepsfase                                              | Volendam                    | 4 – 3 (3 – 1) | Ajax                                    |
| 1 januari 1961 Plaats: Volendam Julianaweg              | Dick Tol 21', 28', 29', 53' |               | 17', 61' Henk Groot 58' Bob Westra      |
| Groepsfase                                              | Zeist                       | 0 – 2 (0 – 1) | Volendam                                |
| 12 februari 1961 Plaats: Zeist Koeburgweg               |                             |               | 20' Dick Tol 85' Wim Kras               |

## Statistieken Volendam 1960/1961

### Eindstand Volendam in de Nederlandse Eerste divisie A 1960 / 1961
| Stand | Gespeeld | Gewonnen | Gelijk | Verloren | Punten | Doelpunten voor | Doelpunten tegen |
| ----- | -------- | -------- | ------ | -------- | ------ | --------------- | ---------------- |
| 1e    | 34       | 21       | 7      | 6        | 49     | 82              | 37               |

### Topscorers
| #                    | Naam             | Goal |
| -------------------- | ---------------- | ---- |
| 1.                   | Dick Tol         | 16   |
| 1.                   | Harmen Veerman   | 16   |
| 3.                   | Jaap Smit        | 12   |
| 4.                   | Johan Pelk       | 10   |
| 5.                   | Wim Kras         | 9    |
| 6.                   | Bruin Steur      | 6    |
| 7.                   | Thijs Bond       | 4    |
| 8.                   | Gerrit Zwarthoed | 3    |
| 9.                   | Ben Steur        | 2    |
| 10.                  | Dick Zwarthoed   | 1    |
| Onbekende doelpunten |                  |      |
| –                    | Onbekend         | 3    |
| Totaal               | Totaal           | 82   |

| #      | Naam           | Goal |
| ------ | -------------- | ---- |
| 1.     | Dick Tol       | 5    |
| 2.     | Klaas Karregat | 1    |
| 2.     | Wim Kras       | 1    |
| 2.     | Jaap Smit      | 1    |
| Totaal | Totaal         | 8    |